# Časová pásma ve Spojených státech amerických

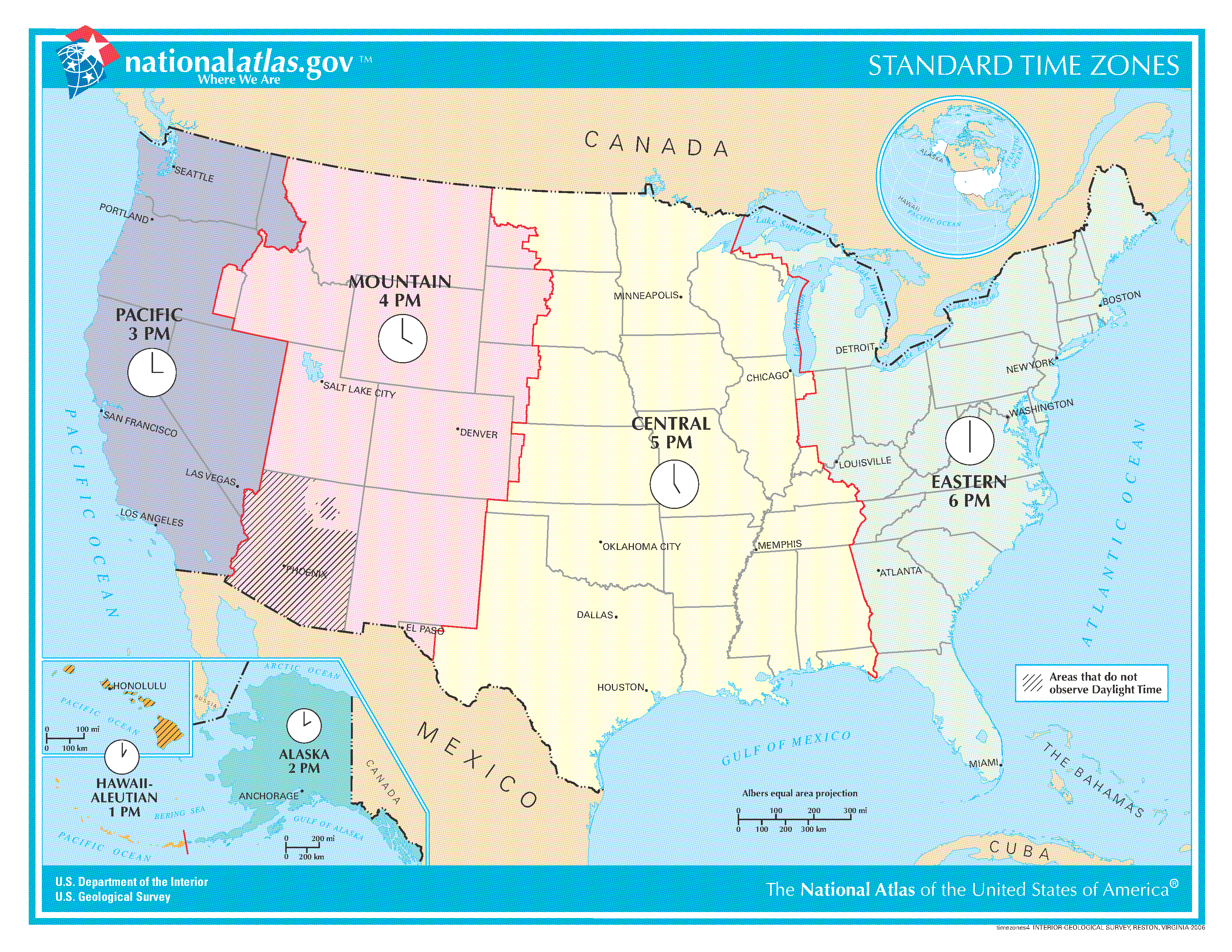
Mapa časových zón v USA

Časová pásma ve Spojených státech amerických pokrývají délkový rozsah 113°17', což odpovídá časovému rozdílu nejvýchodnějšího a nejzápadnějšího cípu území Spojených států 7,55 hodin. Tento rozdíl je administrativně rozdělen do 6 časových zón. Sezónní změna času je zavedena na většině území.

## Standardizovaný čas
Federální zákon ze sbírky zákonů (Code of Laws of the United States of America) č.15 § 260 definuje devět standardních časových pásem ve vztahu na UTC. Přitom vlastní území USA leží v šesti pásmech a tři pásma jsou učena pro území ležící mimo. Hranice pásem a určování sezónní změny času je v pravomoci ministerstva dopravy (Department of Transportation).
| Název času (anglicky)         | Zkratka | Časové pásmo  | Státy nebo území ležící v pásmu celé | Státy nebo území ležící v pásmu částečně                                                               |
| ----------------------------- | ------- | ------------- | --- | --- |
| Atlantic Standard Time        | AST     | UTC−04:00 (Q) | Americké Panenské ostrovy, Portoriko | |
| Eastern Standard Time         | EST     | UTC−05:00 (R) | Connecticut, Delaware, Georgie, Jižní Karolína, Maine, Maryland, Massachusetts, Navassa, New Hampshire, New Jersey, New York, Ohio, Pensylvánie, Rhode Island, Severní Karolína, Vermont, Virginie, District of Columbia, Západní Virginie | Florida, Indiana, Kentucky, Michigan, Tennessee                                                        |
| Central Standard Time         | CST     | UTC−06:00 (S) | Alabama, Arkansas, Illinois, Iowa, Louisiana, Minnesota, Mississippi, Missouri, Oklahoma, Wisconsin | Florida, Indiana, Jižní Dakota, Kansas, Kentucky, Michigan, Nebraska, Severní Dakota, Tennessee, Texas |
| Mountain Standard Time        | MST     | UTC−07:00 (T) | Arizona, Colorado, Montana, Nové Mexiko, Utah, Wyoming | Idaho, Jižní Dakota, Kansas, Nebraska, Nevada, Oregon, Severní Dakota, Texas                           |
| Pacific Standard Time         | PST     | UTC−08:00 (U) | Kalifornie, Washington | Idaho, Nevada, Oregon                                                                                  |
| Alaskan Standard Time         | AKST    | UTC−09:00 (V) | | Aljaška                                                                                                |
| Hawaii-Aleutian Standard Time | HST     | UTC−10:00 (W) | Havaj | Aljaška                                                                                                |
| Samoa Standard Time           | -       | UTC−11:00 (X) | Americká Samoa | |
| Chamorro Standard Time        | -       | UTC+10:00 (K) | Guam a Severní Mariany | |

### Hranice

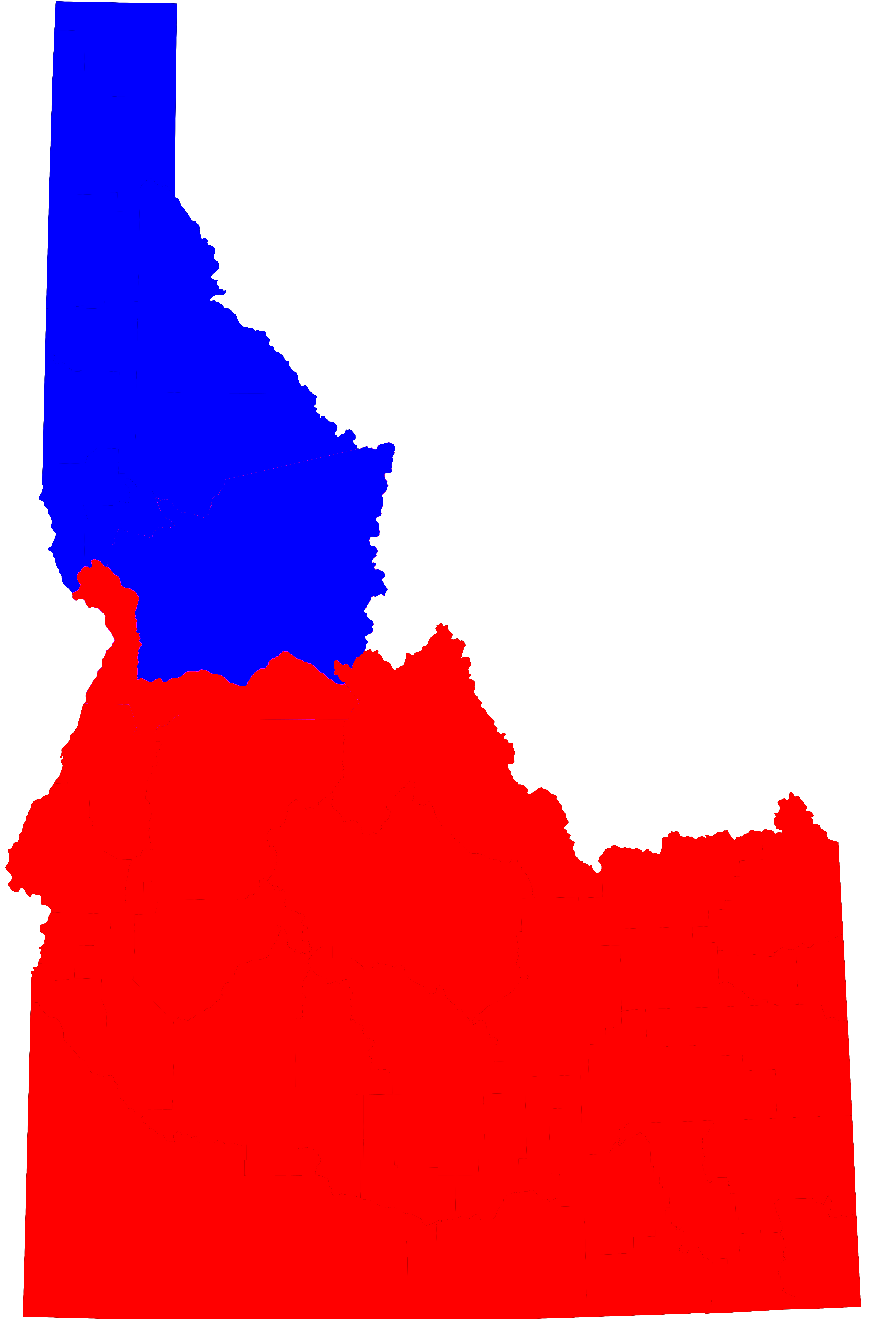
Mapa Idaha s vyznačením časových zón
území, kde platí pacifický čas
území, kde platí horský čas

Hranice mezi pásmy obecně nesledují hranice států.
- mezi pásmy EST a CST probíhá hranice státem Michigan dále Indianou poblíž Chicaga a dělí ji též na jihu, kde pokračuje a půlí Kentucky, kdežto Tennessee rozděluje na dvě nestejné části; dále běží po hranici mezi Alabamou a Georgií a pokračuje na jih, takže dělí Floridu v její nejzápadnější části.
- mezi pásmy CST a MST sleduje hranice zhruba východní úpatí Skalistých hor, takže běží západní třetinou států Severní Dakota, Jižní Dakota a Nebraska; odděluje nejzápadnější část Kansasu a dále sleduje hranici Oklahomy, kterou nechává na východě, a pokračuje po západní hranici Nového Mexika a Texasu, ze kterého odděluje oblast kolem El Pasa.
- mezi pásmy MST a PST dělí hranice stát Idaho na severní a jižní část, přičemž nejprve sleduje jeho hranici s Montanou a potom se stáčí na západ a podél řeky Salmon velmi členitě dosahuje hranice s Oregonem, ze kterého pak poněkud jižněji odděluje  malou východní část, a vrací se na hranici Idaha; dále vede po hranici Nevady s výjimkou města West Wendover a jižněji po hranici Kalifornie, takže nechává státy Utah a Arizona na východě.

### Sezónní změna času

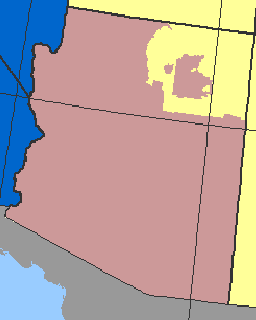
Sezónní čas v Arizoně
území beze změny času
území se změnou času

Zavedení sezónní změny času vychází ze zákona o energetické politice z r. 2005. Ten definuje tzv. čas šetřící denní světlo - daylight saving time (DST), ve kterém je čas posunut o jednu hodinu dopředu oproti standardnímu času příslušného pásma, a odpovídá tak našemu letnímu času. Přechod na tento čas nastává druhou březnovou neděli, kdy se ve 2 hod. posouvá čas o jednu hodinu dopředu, a končí první listopadovou neděli, kdy se ve 2 hod. posouvá čas o jednu hodinu zpět. Následující tabulka udává data dnů, kdy se mění čas:
| Rok  | Počátek    | Konec       |
| ---- | ---------- | ----------- |
| 2019 | 10. březen | 3. listopad |
| 2020 | 8. březen  | 1. listopad |
| 2021 | 14. březen | 7. listopad |
| 2022 | 13. březen | 6. listopad |
| 2023 | 12. březen | 5. listopad |
| 2024 | 10. březen | 3. listopad |
| 2025 | 9. březen  | 2. listopad |
| 2026 | 8. březen  | 1. listopad |
| 2027 | 14. březen | 7. listopad |
| 2028 | 12. březen | 5. listopad |
| 2029 | 11. březen | 4. listopad |

V souladu s americkým zákonodárstvím má každý stát právo rozhodnout, zda zavede na svém území sezónní změnu času.  Sezónní změnu nezavedla Havaj a používá standardní čas HST po celý rok. Podobně nezavedla sezónní změnu času Arizona, nicméně zde je situace komplikována indiánskými rezervacemi, které mají přiznán jistý díl samostatnosti, takže Navahové na svém území sezónní změnu času zavedli, zatímco jiné indiánské národy ne.
Mimo vlastní území Spojených států (Americká Samoa, Americké Panenské ostrovy, Guam, Menší odlehlé ostrovy Spojených států amerických, Portoriko, Severní Mariany) není letní čas zaveden.

## Nestandardizovaný čas

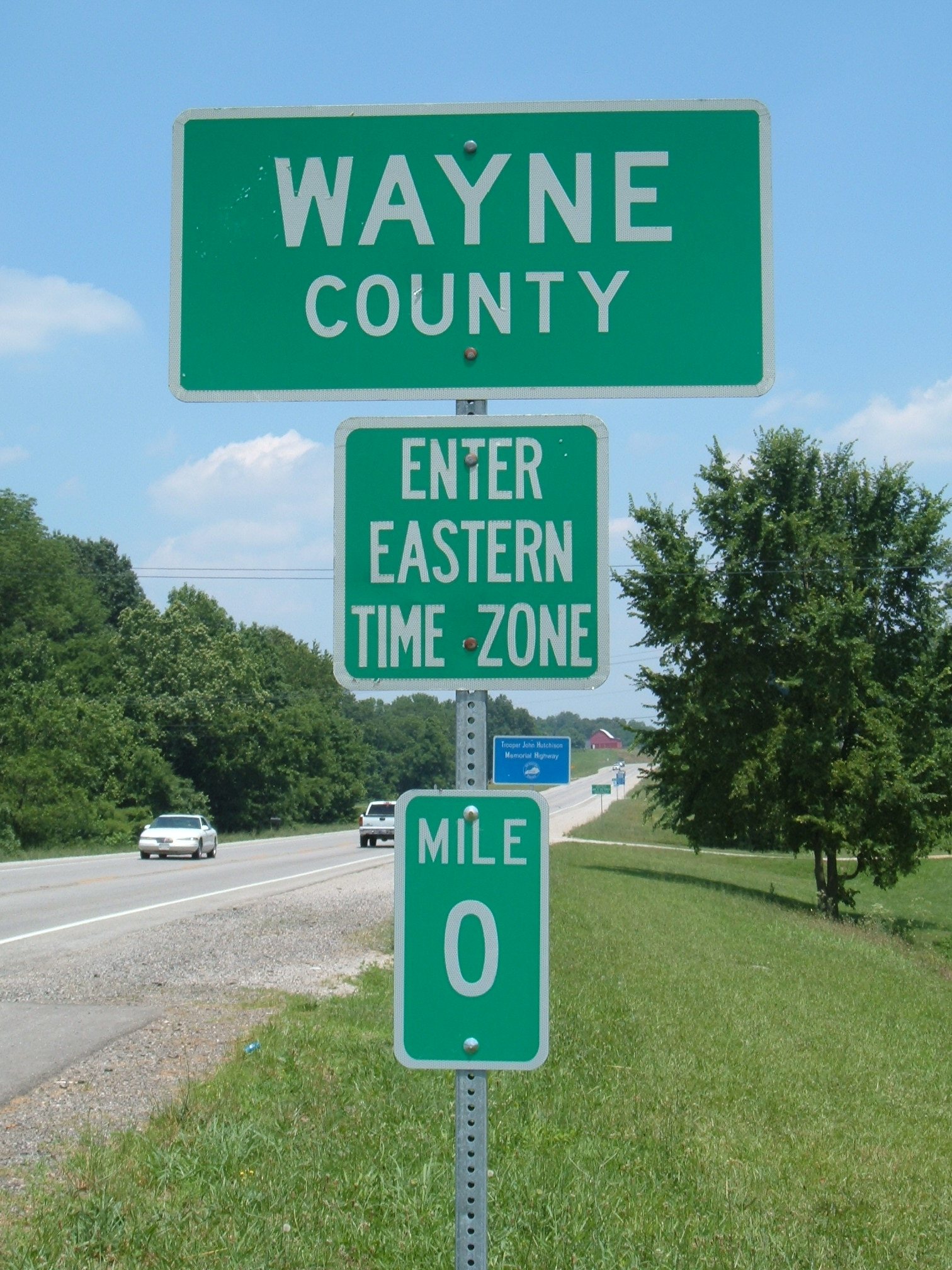
Značka oznamující hranici Wayne County v Kentucky a zároveň hranici východní časové zóny

### Ostrovy
Některé menší odlehlé ostrovy leží mimo časové zóny definované zákonem. Tato území používají čas příslušný ideálnímu časovému pásmu odpovídajícímu jejich zeměpisné délce:
- UTC−05:00 Navassa
- UTC−10:00 Johnstonův atol
- UTC−11:00 Jarvisův ostrov, Midway, Palmyra a Kingmanův útes
- UTC−12:00 Bakerův ostrov a Howlandův ostrov
- UTC+12:00 Wake (to je stejný čas, jako výše uvedené ostrovy, ovšem s odlišným datem, protože leží na opačné straně datové čáry)

### Antarktické výzkumné stanice
- UTC−04:00 Palmerova stanice
- UTC+12:00 McMurdova stanice a polární stanice Amundsen-Scott (aby mohly snáze koordinovat svoje zásobování z Nového Zélandu)[p 8]

### Národní čas
Východní čas (EST) bývá užíván sdělovacími prostředky i jinými organizacemi jako národní čas pro celé Spojené státy. Sdělovací prostředky často informují o událostech po celých USA, jakoby nastaly ve východním pásmu, přestože se staly jinde. Televizní programy, a to především celostátní, se většinou vydávají ve východním čase. Podobně hlavní sportovní ligy určují hodinu utkání ve východním čase.
Na druhé straně železnice nemají jednotný železniční čas a užívají příslušný místní čas stejně tak jako letiště a ostatní veřejné dopravní prostředky.

### Vysílací časy
Americké vysílání na kontinentálním území je obecně rozděleno nejméně do dvou pásem: východní vysílá souběžně pro zóny EST a CST, a to v čase odpovídajícímu EST; západní, které je oproti němu posunuto o tři hodiny, což odpovídá pásmu PST. Někdy se přidává třetí pásmo, které je oproti východnímu, posunuto o jednu hodinu. To znamená, že oznámení „dnes v 8“, nemusí odpovídat místnímu času.
Lokální stanice, stejně tak jako stanice na Aljašce a Havaji vysílají v příslušném místním čase.

## Historie
Před zavedením pásmového času se používal místní sluneční čas obvykle podle hodin na kostele nebo výkladní skříně místního hodináře. Až do roku 1883 každá železnice Spojených států vybírala své vlastní časové normy. Pensylvánská železnice používala systém Allegheny Time, astronomickou časomíru, kterou vyvinul Samuel Pierpont Langley v Alleghenské observatoři při Pittsburské universitě (tehdy známé jako Western University of Pennsylvania), která se nachází v Pittsburghu. Alleghenská observatoř byla založena v roce 1869 a má se za to, že jako první uplatnila pravidelný a systematický způsob rozvedení času do železniční sítě a měst a je průkopníkem moderního systému standardního času. V roce 1870 se služba Allegheny Time rozšířila na více než 2500 mil s 300 telegrafními úřady, které přijímaly její časový signál.
Téměř všechny železnice z New Yorku však jezdily podle newyorského času a železnice na západ od Chicaga většinou používaly chicagský čas, ale mezi Chicagem a Pittsburghem/Buffalem byl normou Columbus time, a to i na železnicích, jako jsou PFTW&C a LS&MS, které městem Columbus neprocházely.  Dráha Santa Fe používala čas Jefferson City na celé trati až do své konečné v Demingu v Novém Mexiku. Podobně tomu bylo na východozápadních tratích vedoucích přes Texas. Centrální a Jižní pacifická železnice používaly čas San Francisca po celé trati do El Pasa. Severní pacifická železnice měla mezi městy Saint Paul na východě a Wallula na západě sedm  časových pásem, kdežto Union Pacific Railway měla mezi Omahou a Ogdenem pouze dvě časová pásma.
V roce 1870 publikoval Charles F. Dowd brožuru nazvanou Systém národního času a jeho aplikace (A System of national time and its application), ve které pro severoamerické železnice navrhl tři časová pásma založená na washingtonském poledníku. O dva roky později svůj návrh revidoval na čtyři pásma a založil ho na Greenwichském poledníku. Na schůzi Královského kanadského institutu 8. února 1879 navrhl Sandford Fleming, kanadský inženýr narozený ve Skotsku, celosvětový standardní čas. Zavedení standardního času obhajoval Cleveland Abbe, protože kvůli lepší mezinárodní koordinaci pozorování počasí očekával pozitivní dopad do výsledné předpovědi počasí. V roce 1879 doporučil zavedení čtyř časových pásem, založených na Greenwichském středním čase, napříč sousedními Spojenými státy. Všeobecná časová konvence (později Americká železniční asociace), organizace amerických železnic pověřená koordinací plánů a provozních norem, se stále více znepokojovala, že pokud by vláda USA nepřijala standardní časové schéma, byly by železnice jejích členů znevýhodněny. Její tajemník William F. Allen tvrdil, že severoamerické železnice by měly přijmout pětizónový standard, podobný tomu, který se používá dnes, aby se vyhnuly zásahu vlády. 11. října 1883 se v Chicagu v hotelu Grand Pacific [4] setkali šéfové hlavních železnic a dohodli se na přijetí systému navrženého Allenem .
Bylo dohodnuto, že v neděli 18. listopadu 1883 přesně v poledne na 90. poledníku si všechny americké a kanadské železnice přestaví čas podle telegrafního signálu z Alleghenské observatoře tak, aby respektoval nový pětizónový systém. Ačkoli většina železnic přijala nový systém podle plánu, některé tak učinily dříve (7. října) a jiné později (2. prosince). Mezikoloniální železnice obsluhující kanadské pobřežní provincie New Brunswick a Nova Scotia těsně na východ od Maine se rozhodla nepřijmout čas založený na 60. západním poledníku a místo toho přijala východní čas, takže železnice USA a Kanady zavedly v roce 1883 ve skutečnosti pouze čtyři časová pásma. Hlavní americké observatoře, včetně Alleghenské observatoře, Námořní observatoře Spojených států, observatoře Harvardovy univerzity a observatoře univerzity Yale, souhlasily s poskytováním telegrafických časových signálů v poledne východního času.
Přestože toto opatření nebylo zpočátku vítáno, postupně se ujalo díky své zjevné praktičnosti při cestování. Standardní čas nebyl součástí amerického práva, dokud nebyl standardní čas v podobě časových pásem zaveden zákonem o standardním čase z 19. března 1918, ve kterém byl předepsán pásmový čas a zavedena sezónní změna času (DST). Část zákona o letním čase byla zrušena v roce 1919 na základě prezidentského veta, ale během druhé světové války byla celostátně obnovena. Po jejím ukončení se obnovil předchozí stav a regulace letního času se stala opět místní záležitostí. Kvůli nepřehlednosti začal být od r. 1966 sezónní čas regulován celostátně nejprve zavedením jednotných dat jeho počátku a ukončení. Také schvalování hranic mezi pásmy přešlo na federální úroveň. V následujících letech (1986 a 2005) se měnila data přechodu na DST a postupně se posouvaly hranice mezi jednotlivými pásmy, a to vesměs západním směrem.
V roce 2007 USA přijaly federální zákon, který formalizoval používání koordinovaného světového času jako základu standardního času, působnost ministerstva obchodu (přenesenou na Národní institut standardů a technologie) a ministerstva námořnictva (přenesenou na Námořní observatoř Spojených států, anglicky US Naval Observatory) při interpretaci standardního času.